# Trentepohlia albogeniculata
Trentepohlia albogeniculata är en tvåvingeart som först beskrevs av Enrico Adelelmo Brunetti 1912.  Trentepohlia albogeniculata ingår i släktet Trentepohlia och familjen småharkrankar. Inga underarter finns listade i Catalogue of Life.